# Кузитрин
Кузитрин (англ. Kuzitrin River) — река на полуострове Сьюард, на западе штата Аляска, США. Длина реки Кузитрин составляет 153 км.
Берёт начало из озера Кузитрин в центральной части полуострова и течёт преимущественно в западном направлении. Впадает в бухту Имурук в 48 км к юго-востоку от города Теллер. Бухта в свою очередь разгружается в Берингово море. Крупнейшие притоки реки: Ноксапага, Кугарок и Крузгамепа (Пилгрим).
В нижней части реки расположена заброшенная деревня Мэрис-Иглу. Несмотря на отсутствие постоянных жителей деревня используется жителями города Теллер для различных хозяйственных нужд.